# Жан-Клод Шиндельгольц
Жан-Клод Шиндельгольц (нім. Jean-Claude Schindelholz, нар. 11 жовтня 1940, Мутьє) — швейцарський футболіст, що грав на позиції нападника. Виступав за клуби «Серветт» та «Веве», а також національну збірну Швейцарії.

## Клубна кар'єра
Вихованець клубу «Мутьє» з однойменного рідного міста. Виступав за дорослу команду клубу у третьому дивізіоні Швейцарії, вийшовши у 1962 році з нею до другого.
1963 року перейшов до вищолігової команди «Серветт», в якій провів вісім сезонів і в останньому сезоні 1970/71 виграв з командою Кубок Швейцарії.
Завершив ігрову кар'єру у команді «Веве», за яку виступав протягом 1971—1973 років у другому дивізіоні країни.

## Виступи за збірну
15 квітня 1964 року дебютував в офіційних іграх у складі національної збірної Швейцарії в товариському матчі проти Бельгії (2:0) у Женеві, в якому забив гол.
У складі збірної був учасником чемпіонату світу 1966 року в Англії. На цьому турнірі він зіграв в одному поєдинку з ФРН (0:5), а його команда не подолала груповий етап.
Загалом протягом кар'єри у національній команді, яка тривала 3 роки, провів у її формі 13 матчів, забивши 1 гол.

## Титули і досягнення
- Володар Кубка Швейцарії (4):

«Серветт»: 1970/71